# سن گوبرت
سن گوبرت (به فرانسوی: Saint-Gobert) یک کمون (فرانسه) در فرانسه است که در ان (ا-دو-فرانس) واقع شده‌است. سن گوبرت ۷٫۷۸ کیلومتر مربع مساحت دارد و ۱۰۵ متر بالاتر از سطح دریا واقع شده‌است.